# Stazione meteorologica di Policoro
La stazione meteorologica di Policoro è la stazione meteorologica di riferimento relativa alla località di Policoro.

## Coordinate geografiche
La stazione meteorologica è situata nell'Italia meridionale, in Basilicata, in provincia di Matera, nel comune di Policoro, a 31 metri s.l.m. e alle coordinate geografiche 40°13′N 16°41′E.

## Dati climatologici
Secondo i dati medi del trentennio 1961-1990, la temperatura media del mese più freddo, gennaio, si attesta a +7,8 °C, mentre quella del mese più caldo, agosto, è di +25,4 °C .
| Policoro           | Mesi | Mesi | Mesi | Mesi | Mesi | Mesi | Mesi | Mesi | Mesi | Mesi | Mesi | Mesi | Stagioni | Stagioni | Stagioni | Stagioni | Anno |
| Policoro           | Gen  | Feb  | Mar  | Apr  | Mag  | Giu  | Lug  | Ago  | Set  | Ott  | Nov  | Dic  | Inv      | Pri      | Est      | Aut      | Anno |
| ------------------ | ---- | ---- | ---- | ---- | ---- | ---- | ---- | ---- | ---- | ---- | ---- | ---- | -------- | -------- | -------- | -------- | ---- |
| T. max. media (°C) | 12,0 | 13,6 | 15,8 | 18,9 | 23,1 | 27,8 | 31,1 | 31,0 | 27,3 | 22,5 | 18,2 | 14,2 | 13,3     | 19,3     | 30,0     | 22,7     | 21,3 |
| T. min. media (°C) | 3,6  | 4,5  | 6,8  | 9,0  | 12,9 | 16,9 | 19,4 | 19,8 | 17,2 | 13,5 | 9,5  | 5,3  | 4,5      | 9,6      | 18,7     | 13,4     | 11,5 |